# Kurt Lang (Fußballspieler)
Kurt Lang (* 18. Juni 1959) ist ein ehemaliger deutscher Fußballspieler.
Der Abwehrspieler kam 1981 vom SV Schauernheim zum 1. FC Kaiserslautern, wo er zunächst bei den Amateuren spielte. Ab der Saison 1983/84 stand er im Profikader. Er debütierte am 7. April 1984 im Derby gegen den SV Waldhof Mannheim (0:2) in der Bundesliga und absolvierte bis 1986 15 Bundesligaspiele (ein Tor).

## Statistik
| Liga       | Spiele (Tore) |
| ---------- | ------------- |
| Bundesliga | 15 (1)        |
| Wettbewerb |               |
| DFB-Pokal  | 02 (0)        |